# Didymodon nigrescens
Didymodon nigrescens är en bladmossart som beskrevs av K. Saito 1975. Didymodon nigrescens ingår i släktet lansmossor, och familjen Pottiaceae. Inga underarter finns listade i Catalogue of Life.